# قرار الاتحاد من أجل السلام
قرار الجمعية العامة للأمم المتحدة رقم 377 أيه، والمسمى أيضًا قرار الاتحاد من أجل السلام، ينص على أنه في أية حالة يخفق فيها مجلس الأمن، بسبب عدم توفر الإجماع بين أعضائه الخمسة دائمي العضوية، في التصرف كما هو مطلوب للحفاظ على الأمن والسلم الدوليين، يمكن للجمعية العامة أن تبحث المسألة بسرعة وقد تصدر أي توصيات تراها ضرورية من أجل استعادة الأمن والسلم الدوليين. وإذا لم يحدث هذا في وقت انعقاد جلسة الجمعية العامة، يمكن عقد جلسة طارئة وفق آلية الجلسة الخاصة الطارئة.
صدر القرار في 3 نوفمبر 1950، بعد أربعة عشر يومًا من النقاشات في الجمعية العامة، وكانت نتيجة التصويت عليه 52 مع و5 ضد (تشيكوسلوفاكيا وبولندا والجمهورية الأوكرانية السوفيتية الاشتراكية واتحاد الجمهوريات الاشتراكية السوفيتية وجمهورية بيلاروس السوفيتية الاشتراكية)، وغاب عن التصويت دولتان هما الهند والأرجنتين.
في إطار الصراع العربي الإسرائيلي، وعند وقوع الانتفاضة الفلسطينية في 2015، دعى اجتماع لمجلس وزارء خارجية جامعة الدول العربية إلى الاستناد إلى قرار الاتحاد من أجل السلام لتوفير حماية دولية للفلسطينيين.

## وصلات خارجية
- قرار الاتحاد من أجل السلام: هل هو وسيلة ممكنة لحماية الفلسطينيين. أشرف صيام، جامعة بيرزيت.